# Euderces biplagiatus
Euderces biplagiatus là một loài bọ cánh cứng trong họ Cerambycidae.